# Thank You Very Little
Thank You Very Little è una raccolta del gruppo punk statunitense Screeching Weasel, contenente b-side, rarità e tracce live, pubblicata il 1º febbraio 2000 da Lookout! Records.

## Tracce
- Tutte le tracce scritte da Ben Weasel eccetto dove indicato.

### Disco 1
1. I Hate Old Folks - 1:33
2. Nothing Matters - 1:30
3. Crawl - 1:51
4. Someday - 3:25
5. I Need Therapy - 1:25
6. Slogans - 1:36
7. I Wanna Be a Homosexual (Ben Weasel/Dan Vapid/John Jughead) - 3:03
8. Crying in My Beer - 3:37
9. Jeannie's Got a Problem With Her Uterus - 2:06
10. Shirley's on Methadone - 1:30
11. Amy Saw Me Looking at Her Boobs (Ben Weasel/Joe King) - 1:57
12. 27 Things I Wanna Do to You - 1:57
13. Every Night - 3:36
14. Totally - 1:44
15. Nightbreed - 2:23
16. Suzanne Is Getting Married - 2:26
17. Waiting for Susie (Ben Weasel/Dan Vapid) - 2:32
18. Lose the Dink - 3:20
19. Stuck Out Here - 2:23
20. Suspect Device (Jake Burns/Gordon Ogilvie) - 2:32
21. Fuck You (Gerry Hannah) - 1:32
22. The Prisoner (Joe Keithley/C. Keighly) - 1:51
23. Can't Take It - 1:42
24. My Own World - 2:04
25. Tightrope - 4:10
26. Dirt (James Osterberg/Ron Asheton/Dave Alexander/Scott Asheton) - 4:45
27. You Are My Sunshine (Jimmie Davis/Charles Mitchell) - 3:25
28. Anchor (Masafumi Isobe/Kudo Tetsuya/Hiramoto Leona/Ben Weasel) - 2:48

### Disco 2
1. I Love Beer - 1:00
2. Around on You (Ben Weasel/Dan Vapid) - 2:43
3. Squeaky Clean (Ben Weasel/Dan Vapid) - 2:40
4. Electroshock Therapy - 1:06
5. You're the Enemy - 0:56
6. Intro - 1:41
7. Slogans - 1:56
8. Cindy's on Methadone - 1:30
9. Teenage Freakshow - 2:35
10. Veronica Hates Me (Ben Weasel/Dan Vapid) - 2:57
11. I Was a High School Psychopath (Ben Weasel/Dan Vapid) - 2:13
12. I Can See Clearly (Johnny Nash) - 3:54
13. Joanie Loves Johnny (Ben Weasel/Dan Vapid/John Jughead/Johnny Personality/Dan Panic) - 2:07
14. Automatic Rejector - 1:57
15. Supermarket Fantasy - 1:37
16. Science of Myth - 2:49
17. I'm Gonna Strangle You - 1:40
18. Hey Suburbia (Ben Weasel/John Jughead) - 4:50
19. Totally - 1:44
20. Inside Out - 1:42
21. Goodbye to You (Ben Weasel/Dan Vapid) - 1:40
22. Guest List (Ben Weasel/Dan Vapid) - 2:56
23. Eine Kleine Scheissemusic (Ben Weasel/Dan Vapid) - 0:47

## Formazione

### Disco 1
- Ben Weasel - voce, chitarra tracce 1 - 5, 15 - 21, 25 e 27 - 29
- John Jughead - chitarra
- Vinnie Bovine - basso tracce 1 - 2
- Steve Cheese - batteria tracce 1 - 2
- Dan Vapid - chitarra tracce 6-12, basso tracce 13 - 14 e 18 - 19
- Warren Fish - basso tracce 6 - 7
- Johnny Personality - basso tracce 8 - 12
- Dan Panic - batteria tracce 8 - 19
- Mike Dirnt - basso tracce 15 - 16
- Mass Giorgini - basso tracce 17 e 20 - 29
- Dan Lumley - batteria tracce 20 - 29
- Zac Damon - chitarra tracce 22 - 24

### Disco 2
- Ben Weasel - voce, chitarra tracce 2 - 22, pianoforte traccia 23
- John Jughead - chitarra tracce 1 - 23
- Doug Ward - chitarra traccia 1
- Dan Vapid - basso tracce 1 - 22, pianoforte traccia 23
- Steve Cheese - batteria traccia 1
- Dan Panic - batteria tracce 2 - 22